# Parque Ambiental Antonio Danúbio
Parque Ambiental de Ananindeua Antônio Danúbio Lourenço da Silva  ou somente Parque Ambiental Antônio Danúbio é uma Unidade de Conservação do tipo área de relevante interesse ecológico (ARIE) inaugurada em 2012 na Lei Municipal 2 560, em área de aproximadamente 3,5 hectares localizado na rodovia BR-316 no município de Ananindeua.
Segundo a Câmara municipal de Ananindeua, o parque tem como objetivos: pesquisar e documentar o patrimônio florístico do município de Asnanindeua, promover a educação ambiental, conservar o ecossistema e biodiversidade existente na região, incluindo a fauna e flora, disponibilizar cultura e lazer aos moradores do entorno.
O parque é ormado por três trilhas que fazem referencia as lendas amazônidas: Matinta, Curupira e, Mãe Dágua.
A principal dificuldade pela gestão está na falta de valorização de algumas áreas verdes submetidas em relação a Secretaria Municipal de Meio Ambiente (SEMMA) do município. O padrão de organização e manutenção atual é devido o esforço de funcionários do parque, pois desde sua inauguração não recebe recursos diretos enviados da prefeitura de Ananindeua para compra de materiais básicos.